# Алибер, Жан Луи Марк
Барон Жан Луи Марк Алибер (фр. Jean-Louis Marc Alibert; 2 мая 1768, Вильфранш — 4 ноября 1837, Париж) — французский врач-дерматолог и писатель, известный своими трудами о кожных болезнях; основоположник дерматологии во Франции, один из основоположников современной дерматологии; опубликовал систематизированное описание кожных заболеваний.

## Биография
Родился 2 мая 1768 года в Вильфранш-де-Руэрге, где его отец был мировым судьёй в должности советника президента этого города. Именно там, в католическом институте конгрегации «Священники христианского учения» (фр. Prêtres séculiers de la doctrine chrétienne), началось его обучение. По окончании обучения гуманитарным наукам он отправился в Тулузу, для прохождения двухлетнего послушничества, затем был назначен преподавателем литературы в институте Вильфранша. Отмена религиозных орденов во Франции законом от 17 августа 1792 года привела к закрытию института.
С целью содействия образованию во Франции Национальный конвент учредил в октябре 1794 года Педагогическую школу, которую Жан Алибер посещал в течение четырёх месяцев, до её закрытия. В это время он познакомился с Пьером Жаном Жоржем Кабанисом и Пьером Русселем, которые представили его в салоне мадам Гельвециус. Здесь определилось его будущее. С февраля 1796 года он начал в Париже изучение медицины; 19 ноября 1799 года он защитил докторское сочинение «Dissertation sur les fièvres pernicieuses ou ataxiques intermittentes».
В 1801 году Парижский комитет больниц, членом которого был Кабанис, назначил Алибера помощником врача в больнице Сен-Луи (fr:Hôpital Saint-Louis). Расположенный далеко от центра Парижа, Сен-Луи в основном принимал пациентов, страдающих хроническими или заразными заболеваниями, включая кожные, которые Алибер решил сделать своей специализацией. В больнице Сен-Луи он открыл клинику кожных заболеваний, которая привлекла не только студентов, но и опытных французских и иностранных врачей.
В 1815 году он стал врачом-консультантом короля Людовика XVIII, а в 1818 году — лейб-медиком короля.
Вместе с Антуаном Порталем он внёс вклад в создание Медицинской академии, был членом секции медицины, куда он был избран 27 декабря 1820 года; 9 августа 1821 года Алибер был выбран профессором ботаники на медицинском факультете; в 1823 году получил кафедру терапии и медицинских дел.
После смерти Людовика XVIII в сентябре 1824 года он стал лейб-медиком короля Карла X, который наградил его титулом барона.
В 1814 году стал кавалером ордена Почётного легиона, а в апреле 1815 года был возведён в офицерское звание ордена. Был членом многочисленных французских и зарубежных учёных обществ, таких как Мадридская академия медицины, Академия наук Турина, Императорской Санкт-Петербургской академии. Он также был членом Общества литературы, наук и искусств Аверона.
Умер в Париже 4 ноября 1837 года от рака желудка и был похоронен 7 ноября на кладбище Пер-Лашез. Через несколько месяцев его тело было перевезено в Вильфранш-де-Руэрг, а затем в часовню его замка в поместье Алиберт. В этой часовне также была похоронена его жена баронесса де Алиберт. 

## Научная деятельность
Жан-Луи Алибер впервые исследовал и описал грибовидный микоз (1806), канкроид (1810), келоид (1816), сикоз (1825), кожный лейшманиоз (1829); ввёл ряд терминов («сифилид», «дерматоз» и другие). 
Автор ряда сочинений по медицине:
- Sur les fièvres intermittentes pernicieuses. — Париж, 1799.
- Description des maladies de la peau. — Paris, 1806—27.
- Precis théorique et pratique sur les maladies de la peau. — 2 т. — Paris, 1810—18; 2-е изд., 1822.
- Nosologie naturelle. — 2 т. — Paris, 1817—25.
- Physiologie des passions. — 2 т. — Paris, 1823; новое изд., 4 т., 1861.

## Память
Именем Алибера названа улица в Париже (fr:Rue Alibert).